# Onufry Kwiciński

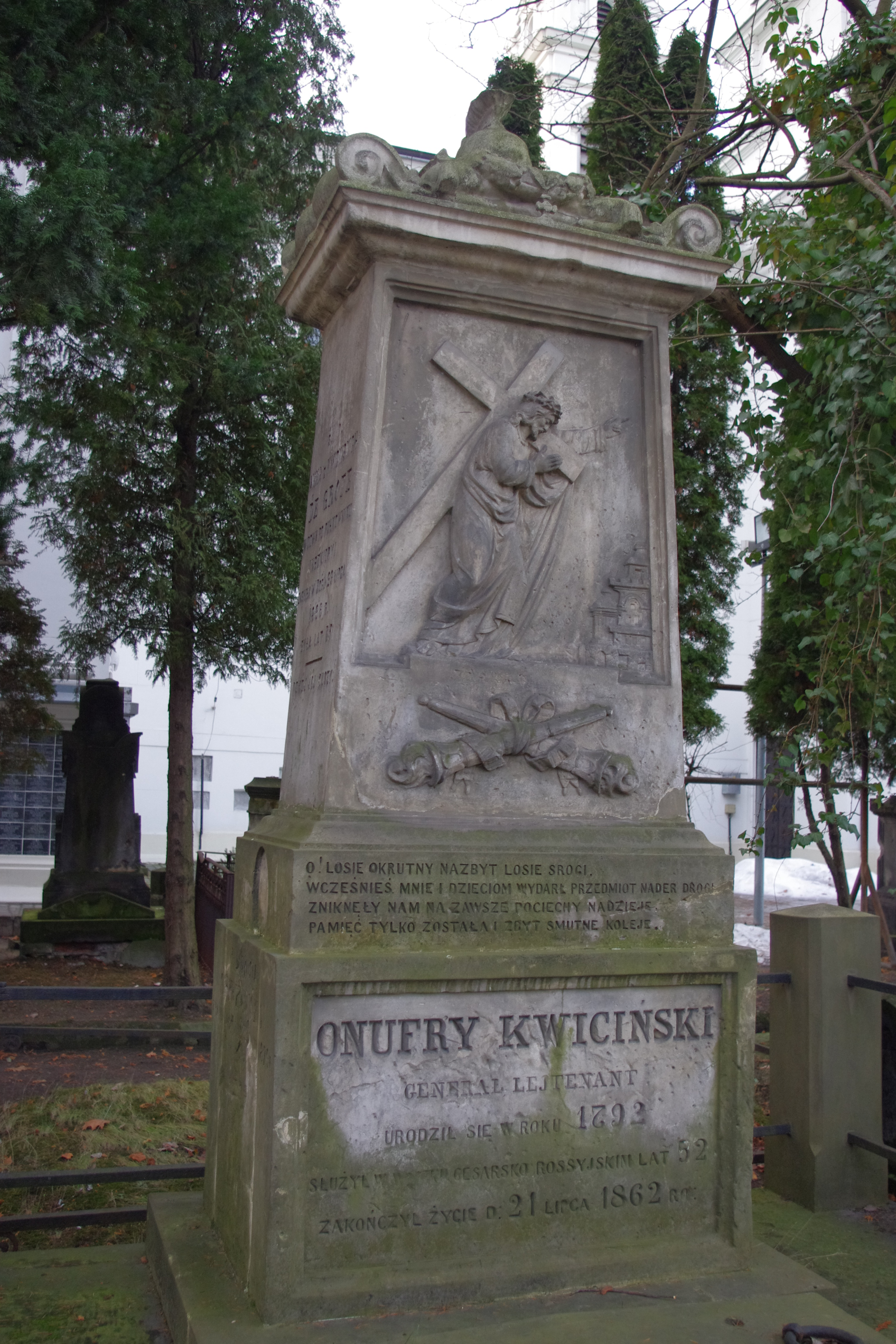
Grób generała lejtnanta wojsk rosyjskich Onufrego Kwicińskiego na Starych Powązkach w Warszawie

Onufry Kwiciński (ur. 1792, zm. 21 lipca 1862 w Berlinie) – generał lejtnant wojsk rosyjskich.
Pochowany na cmentarzu Powązkowskim w Warszawie (kwatera 7-3-6/7). Spoczywa w grobie razem z żoną – Karoliną z Chełkowskich-Kwicińską oraz synem Michałem Kwicińskim – pułkownikiem wojsk rosyjskich Smolińskiego Pułku Ułanów.